# Комунальна квартира
Комуна́льна кварти́ра — квартира, в ізольованих житлових приміщеннях якої проживають декілька сімей і приміщення якої можуть належати як до муніципального житлового фонду, так і бути у власності у мешканців.
Людина, що мешкає в такій квартирі самотньо, також вважається сім'єю. Кожна сім'я (або окрема людина) займає одну або декілька кімнат, разом користуються «місцями загального користування», до яких, як правило, належать загальні ванна, туалет і кухня, а також коридор і передпокій.

## Історія
Прообрази комунальних квартир як типу житла, в якому проживають кілька сімей, з'явилися на початку XVIII століття. Власники квартир розгороджували приміщення на кілька «кутів» (часто прохідних) і здавали. Квартири складалися з 3-6 кімнат, з однією кухнею (туалет — один на сходовій площадці), в них проживало 3-6 сімей. В 1860-х роках, після виходу роману М. Г. Чернишевського «Що робити?», з'явилися «комуни-гуртожитки», коли кілька молодих людей винаймали квартиру з 2-4 кімнат.
Найбільшого поширення комунальні квартири отримали після революції 1917 року в ході «ущільнень», коли більшовики примусово відбирали житло у багатих містян і підселювали до них у квартири нових людей. Тоді ж увійшов в ужиток і сам термін «комунальна квартира». Декрет ВЦВК від 20 серпня 1918 року «Про скасування приватної власності на нерухомість у містах» скасовував право приватної власності на міську землю і право приватної власності на будівлі, що мали вартість або дохідність вище певної межі, причому ця межа в кожному місті встановлювалася місцевими органами радянської влади. Найбільше комунальних квартир з'явилося в Петрограді, де до революції було багато квартир великої площі. У квартири вселялися також люди, що були активними прихильниками радянської влади: комуністи, військові, співробітники спецслужб.

## Побут комунальних квартир
Життя кількох сімей в одній квартирі іноді спричиняло сварки та конфлікти. Але при узгодженому всіма мешканцями комуналки регламенті багато проблем вирішувалося. Так, прибирання громадських місць здійснювалося по черзі. Період чергування визначався за взаємною згодою (в одних квартирах кожна сім'я чергувала, тобто здійснювала поточне прибирання, один тиждень, в інших — стільки тижнів, скільки людей в ній проживало тощо), а перед передачею черги, як правило, проводилося генеральне прибирання.
Оплата електроенергії здійснювалася теж по-різному. Якщо у квартирі стояв тільки один загальний лічильник електроенергії, то платежі зазвичай розраховувалися пропорційно числу проживаючих в кімнаті. У деяких квартирах за побутову техніку (телевізор, праску тощо) нараховувалася фіксована сума. В інших квартирах, крім загального лічильника, стояли електролічильники на кожну кімнату. В цьому випадку розрахунок по числу мешканців проводився тільки для суми, що припадає на місця загального користування: вона визначалася як різниця показань загального і всіх індивідуальних лічильників. Зустрічалися і такі квартири, де місця загального користування були підключені до електролічильників, що стояли для кожної кімнати окремо, і при вході в кухню кожен мешканець іншої кімнати був зобов'язаний включати свою лампочку, навіть якщо світло вже було запалено сусідом (в цьому випадку кілька лампочок були включені одночасно, кожна від свого господаря).
В деяких комунальних квартирах конфорки газової плити були розподілені між мешканцями і не могли бути зайняті самовільно.
Багато комунальних квартир залишалися без ремонту протягом тривалого часу.

## Аналоги комунальних квартир в інших країнах
Хоча поняття «комунальна квартира» виникло в епоху СРСР, проживання кількох сімей в одній квартирі не є винятковою особливістю радянського суспільства. Аналог радянських комунальних квартир існує в Німеччині — Wohngemeinschaft (WG), коли кілька людей (зазвичай студентів) винаймають одну квартиру. Така ж практика існує в Данії, США та деяких інших країнах. Однак специфічними рисами комунальних квартир в СРСР були державна власність, заселення державними органами по нормативах житлової площі, яке не потребує взаємної згоди заселених сімей, а також контроль над внутрішнім розпорядком з боку цих органів.

## Зноски
1. ↑  Квартира. БТІ Адвокат. Процитовано 10 серпня 2023.